# Eleição municipal de Pelotas em 1968
A Eleição municipal de 1968 em Pelotas ocorreu em 15 de Novembro de 1968. Também no dia 15, ocorreram as eleições para renovar as cadeiras da Câmara Municipal de Pelotas.

## Candidatos
| Partido | Partido | Prefeito                           | Vice-Prefeito         |
| ------- | ------- | ---------------------------------- | --------------------- |
|         | ARENA   | Ary Alcântara                      | Bento Barros          |
|         | MDB     | Danton do Amaral Duro              | Getúlio Dias          |
|         | ARENA   | Francisco Louzada Alves da Fonseca | Antônio Adolfo Fetter |
|         | MDB     | João Carlos Gastal                 | José Bachieri Duarte  |

## Eleições

### Prefeitura
Devido à regra de sublegenda vigente na época, ao invés de se eleger o candidato mais votado entre todos, elegia-se o candidato mais votado do partido mais votado.
| Turno único 15 de novembro de 1968 | Turno único 15 de novembro de 1968 | Turno único 15 de novembro de 1968 | Turno único 15 de novembro de 1968 |
| Candidatos                         | Candidatos                         | Votos                              | %                                  |
| ---------------------------------- | ---------------------------------- | ---------------------------------- | ---------------------------------- |
|                                    | ARENA                              | 35.001                             | 55,7 / 100,0                       |
| Francisco Louzada Alves da Fonseca | 17.763                             | 28,3 / 100,0                       |                                    |
| Ary Alcântara                      | 17.328                             | 27,6 / 100,0                       |                                    |
|                                    | MDB                                | 27.788                             | 44,3 / 100,0                       |
| João Carlos Gastal                 | 18.236                             | 29,0 / 100,0                       |                                    |
| Danton Duro                        | 9.552                              | 15,2 / 100,0                       |                                    |
| Votos válidos                      | Votos válidos                      | 62.789                             | 100,0 / 100,0                      |
| Votos válidos                      | Votos válidos                      | 62.789                             | 95,7 / 100,0                       |
| Votos em branco                    | Votos em branco                    | 1.589                              | 2,4 / 100,0                        |
| Votos nulos                        | Votos nulos                        | 1.201                              | 1,8 / 100,0                        |
| Comparecimento                     | Comparecimento                     | 65.579                             | 100,0 / 100,0                      |

### Câmara Municipal

#### Resumo
|                 |                 |        |               |            |
| Partido         | Partido         | Votos  | %             | Vereadores |
|                 | ARENA           | 32.563 | 53,3 / 100,0  | 11 / 21    |
|                 | MDB             | 28.498 | 46,7 / 100,0  | 10 / 21    |
| Votos válidos   | Votos válidos   | 61.061 | 100,0 / 100,0 |            |
| Votos válidos   | Votos válidos   | 61.061 | 93,1 / 100,0  |            |
| Votos em branco | Votos em branco | 2.458  | 3,7 / 100,0   |            |
| Votos nulos     | Votos nulos     | 2.060  | 3,1 / 100,0   |            |
| Comparecimento  | Comparecimento  | 65.579 | 100,0 / 100,0 |            |

#### Votação
|                               | ARENA                         | Votação total                 | 32.563  |
| Votos em legenda              | ARENA                         | 540                           |         |
| Vereadores eleitos            | ARENA                         | 11 / 21                       |         |
| Nome                          | Nome                          | Nome                          | Votação |
| Carlos Urbano Freitas Vilela  | Carlos Urbano Freitas Vilela  | Carlos Urbano Freitas Vilela  | 1.823   |
| José Karini                   | José Karini                   | José Karini                   | 1.692   |
| Paulo Lopes de Oliveira       | Paulo Lopes de Oliveira       | Paulo Lopes de Oliveira       | 1.645   |
| Pedro Bachini Sobrinho        | Pedro Bachini Sobrinho        | Pedro Bachini Sobrinho        | 1.622   |
| Osmar Roschildt de Pinho      | Osmar Roschildt de Pinho      | Osmar Roschildt de Pinho      | 1.414   |
| Mansur Macluf                 | Mansur Macluf                 | Mansur Macluf                 | 1.375   |
| Dari Gastaud de Oliveira      | Dari Gastaud de Oliveira      | Dari Gastaud de Oliveira      | 1.358   |
| Teófilo Alves Galvão          | Teófilo Alves Galvão          | Teófilo Alves Galvão          | 1.292   |
| Ervim Tessmann                | Ervim Tessmann                | Ervim Tessmann                | 1.241   |
| Teófilo Salomão               | Teófilo Salomão               | Teófilo Salomão               | 1.233   |
| Getulio Lima                  | Getulio Lima                  | Getulio Lima                  | 1.209   |
| Francisco Astilio Antunes     | Francisco Astilio Antunes     | Francisco Astilio Antunes     | 1.097   |
| Wolnei da Silva Vieira        | Wolnei da Silva Vieira        | Wolnei da Silva Vieira        | 1.091   |
| Nery Silveira Dias            | Nery Silveira Dias            | Nery Silveira Dias            | 939     |
| Antonio Gomes da Silva        | Antonio Gomes da Silva        | Antonio Gomes da Silva        | 938     |
| Candido Lopes Neto            | Candido Lopes Neto            | Candido Lopes Neto            | 885     |
| Jader Marques Dias            | Jader Marques Dias            | Jader Marques Dias            | 827     |
| Calyr Lobo Rochefort          | Calyr Lobo Rochefort          | Calyr Lobo Rochefort          | 824     |
| Afonso Dentice da Silva       | Afonso Dentice da Silva       | Afonso Dentice da Silva       | 792     |
| Alberto Reichow               | Alberto Reichow               | Alberto Reichow               | 770     |
| Indu Ferrari                  | Indu Ferrari                  | Indu Ferrari                  | 751     |
| Almiro Buss                   | Almiro Buss                   | Almiro Buss                   | 725     |
| Luiz Nazeno Cordeiro da Costa | Luiz Nazeno Cordeiro da Costa | Luiz Nazeno Cordeiro da Costa | 707     |
| Angelo da Costa e Silva Neto  | Angelo da Costa e Silva Neto  | Angelo da Costa e Silva Neto  | 621     |
| Anoar Mizetti                 | Anoar Mizetti                 | Anoar Mizetti                 | 610     |
| Ary Longohamp Schunke         | Ary Longohamp Schunke         | Ary Longohamp Schunke         | 581     |
| Pedro Victoria                | Pedro Victoria                | Pedro Victoria                | 573     |
| Alfredo Rodrigues da Silvera  | Alfredo Rodrigues da Silvera  | Alfredo Rodrigues da Silvera  | 488     |
| Orester Odacio dos Santos     | Orester Odacio dos Santos     | Orester Odacio dos Santos     | 480     |
| Ordalio Duarte Jacondino      | Ordalio Duarte Jacondino      | Ordalio Duarte Jacondino      | 451     |
| Adelino Matoso dos Santos     | Adelino Matoso dos Santos     | Adelino Matoso dos Santos     | 374     |
| Edgar Machado Gonçalves       | Edgar Machado Gonçalves       | Edgar Machado Gonçalves       | 369     |
| Hermenegildo Porto dos Santos | Hermenegildo Porto dos Santos | Hermenegildo Porto dos Santos | 308     |
| Maria Azevedo Lemos           | Maria Azevedo Lemos           | Maria Azevedo Lemos           | 300     |
| Haider de Oliveira Damé       | Haider de Oliveira Damé       | Haider de Oliveira Damé       | 211     |
| Candido Silva                 | Candido Silva                 | Candido Silva                 | 207     |
| Pedro José Ripoll             | Pedro José Ripoll             | Pedro José Ripoll             | 200     |

|                                 | MDB                             | Votação total                   | 28.498  |
| Votos em legenda                | MDB                             | 1.097                           |         |
| Vereadores eleitos              | MDB                             | 10 / 21                         |         |
| Nome                            | Nome                            | Nome                            | Votação |
| Carlos Alberto Costa Gomes      | Carlos Alberto Costa Gomes      | Carlos Alberto Costa Gomes      | 5.426   |
| Elberto Madruga                 | Elberto Madruga                 | Elberto Madruga                 | 1.480   |
| Raymundo Vieira da Cunha        | Raymundo Vieira da Cunha        | Raymundo Vieira da Cunha        | 1.370   |
| Amadeu Schons Ribeiro Weinamnn  | Amadeu Schons Ribeiro Weinamnn  | Amadeu Schons Ribeiro Weinamnn  | 1.342   |
| Isaias Evodio de Oliveira       | Isaias Evodio de Oliveira       | Isaias Evodio de Oliveira       | 1.295   |
| Lelio Miguels Antunes de Souza  | Lelio Miguels Antunes de Souza  | Lelio Miguels Antunes de Souza  | 1.216   |
| Francisco de Paula Moraes       | Francisco de Paula Moraes       | Francisco de Paula Moraes       | 1.029   |
| Sergio Chim dos Santos          | Sergio Chim dos Santos          | Sergio Chim dos Santos          | 974     |
| Bernardo de Souza               | Bernardo de Souza               | Bernardo de Souza               | 865     |
| Pedro Machado Filho             | Pedro Machado Filho             | Pedro Machado Filho             | 838     |
| José Anélio Saraiva             | José Anélio Saraiva             | José Anélio Saraiva             | 843     |
| Roberto da Rocha Dias           | Roberto da Rocha Dias           | Roberto da Rocha Dias           | 834     |
| Ari Lima Martins                | Ari Lima Martins                | Ari Lima Martins                | 661     |
| Celso Garcia Davila Sellas      | Celso Garcia Davila Sellas      | Celso Garcia Davila Sellas      | 625     |
| Milton Gomes Benites            | Milton Gomes Benites            | Milton Gomes Benites            | 618     |
| Rubem Rios Alves                | Rubem Rios Alves                | Rubem Rios Alves                | 576     |
| Antonio Cury                    | Antonio Cury                    | Antonio Cury                    | 547     |
| Antoni Renato Ayres Paradeda    | Antoni Renato Ayres Paradeda    | Antoni Renato Ayres Paradeda    | 543     |
| Luiz Fernando Lessa Freitas     | Luiz Fernando Lessa Freitas     | Luiz Fernando Lessa Freitas     | 434     |
| Atilano Ferreira Cardoso        | Atilano Ferreira Cardoso        | Atilano Ferreira Cardoso        | 432     |
| Miguel Tarnac da Rocha          | Miguel Tarnac da Rocha          | Miguel Tarnac da Rocha          | 411     |
| Rene Vieira Faria               | Rene Vieira Faria               | Rene Vieira Faria               | 408     |
| Jader Andara Rodrigues          | Jader Andara Rodrigues          | Jader Andara Rodrigues          | 383     |
| Paulo Brasil do Amaral          | Paulo Brasil do Amaral          | Paulo Brasil do Amaral          | 377     |
| Luiz Carlos Correa da Silva     | Luiz Carlos Correa da Silva     | Luiz Carlos Correa da Silva     | 374     |
| Gelnio Andina Correa            | Gelnio Andina Correa            | Gelnio Andina Correa            | 352     |
| Jones Teixeira Diniz            | Jones Teixeira Diniz            | Jones Teixeira Diniz            | 340     |
| Francisco Orlando de Souza      | Francisco Orlando de Souza      | Francisco Orlando de Souza      | 335     |
| Valter Nunes Coelho             | Valter Nunes Coelho             | Valter Nunes Coelho             | 334     |
| Francisco José Passo            | Francisco José Passo            | Francisco José Passo            | 325     |
| Gerta Bonow Scheunemann         | Gerta Bonow Scheunemann         | Gerta Bonow Scheunemann         | 310     |
| Demétrio Osório Fernandes       | Demétrio Osório Fernandes       | Demétrio Osório Fernandes       | 285     |
| Joaquim Francisco Dias da Costa | Joaquim Francisco Dias da Costa | Joaquim Francisco Dias da Costa | 265     |
| Alvaro Weber                    | Alvaro Weber                    | Alvaro Weber                    | 219     |
| Mario Germano Scaglioni         | Mario Germano Scaglioni         | Mario Germano Scaglioni         | 204     |
| Osvaldo Barbosa                 | Osvaldo Barbosa                 | Osvaldo Barbosa                 | 192     |
| Hilário dos Santos Camargo      | Hilário dos Santos Camargo      | Hilário dos Santos Camargo      | 146     |
| Helécio Machado                 | Helécio Machado                 | Helécio Machado                 | 133     |